# Victoire à trois points
La victoire à trois points dont on a célébré le 30e anniversaire en 2009, et qui fut adoptée dans le Championnat d'Angleterre de football dès la saison 1981/82 est adoptée par la Fédération française de football (FFF) en 1994.
Au milieu des années 1990 le football international était confronté à une tendance qui menaçait l'avenir économique du jeu. La baisse tendancielle du nombre de buts marqués et la hausse tendancielle du nombre de matchs nuls  menaçaient l'intérêt d'un spectacle, par ailleurs en concurrence avec d'autres spectacles vivants et audiovisuels (sportifs ou non).
GianCarlo Moschini, économiste de l'Université d'État de l'Iowa, a mené une analyse statistique causale sur 35 pays pour la période 1978-2007, afin d'évaluer l'impact du passage à la victoire à trois points sur le jeu. La victoire à trois points est analysée comme une incitation à porter le jeu de football davantage vers l'attaque et les critères d'évaluation de l'efficacité de cette mesure sont le nombre de buts marqués en moyenne par match et la proportion de matchs nuls dans le championnat de l'année considérée. Le passage à la victoire à 3 points au milieu des années 1990 a eu pour résultat une augmentation du nombre de buts marqués de 8,5 % et une diminution du nombre de matchs nuls de 16,2 % en moyenne.
Globalement l'incitation à modifier la tactique de jeu vers l'attaque a donc fonctionné, ce qui confirme les analyses menées par l'Union des associations européennes de football (UEFA) sur l'impact de la règle dans son « Rapport de benchmarking exercice 2009 ».
L'impact apparemment limité de l'incitation doit s'apprécier en regard de la tendance (baisse du nombre de buts et hausse de la proportion de matchs nuls) qu'elle a réussi à inverser. Or les causes de cette tendance n'ont pas disparu. L'amélioration de la condition physique des joueurs alors même que ni la taille du terrain n'a été augmentée, ni le nombre de joueurs sur le terrain diminué, ont rendu les défenses plus efficaces. L'incitation qui a consisté à attribuer un point supplémentaire à la victoire a permis de modifier la tactique de jeu suffisamment pour contrebalancer les effets de l'amélioration athlétique des joueurs toutes choses égales par ailleurs.
Dans certains pays néanmoins, la tendance l'a emporté sur l'incitation.
L'impact de la règle de la victoire à trois points a été plus important hors d'Europe (Amérique Latine notamment).
Étonnamment, dans certains pays la règle a eu un impact négatif sur le nombre de buts : Allemagne, Autriche et République Tchèque.
Elle a eu un impact positif sur le nombre de matchs nuls en Italie[réf. nécessaire].